# Thomas Newcomen
 (mai 2022).
Si vous disposez d'ouvrages ou d'articles de référence ou si vous connaissez des sites web de qualité traitant du thème abordé ici, merci de compléter l'article en donnant les références utiles à sa vérifiabilité et en les liant à la section « Notes et références ».
Thomas Newcomen est un pasteur chrétien baptiste et mécanicien anglais, il est l'un des inventeurs de la première machine à vapeur. Il est né le 24 février 1663 à Dartmouth (Devon, Angleterre) et mort le 5 août 1729 à Londres.

## Biographie
Thomas Newcomen était un prédicateur laïc et un enseignant dans une église baptiste de Dartmouth. En 1710, il est devenu pasteur baptiste d'un groupe local.

## Première «machine à foyer»

Principe de la machine à vapeur à balancier de Newcomen.

La région du Devon était riche en étain et de nombreuses mines y étaient exploitées. L’évacuation des eaux d’infiltration constituait alors un problème majeur, et l’inondation des puits empêchait l’extraction du minerai à partir d'une certaine profondeur. L’apport de Newcomen fut de mettre au point une machine à vapeur utilisable pour l’exhaure et qui remplacera par la suite toutes les machines traditionnellement dépendantes de la force d'un cours d'eau.
Newcomen développa sa machine à vapeur avec son associé Thomas Savery en 1712. Savery avait proposé une « machine à foyer » fonctionnant comme une sorte de thermosiphon. Le dispositif comprenait un réservoir vide relié par un tuyau à un puisard au fond de la mine. De la vapeur à basse pression était admise dans le réservoir, puis condensée par de l’eau froide pulvérisée, pour produire un vide relatif aspirant le piston de la machine sous l'effet de la pression atmosphérique qui vaut environ 1 kg/cm2 qui agit sur l'autre face du piston (face externe). Le balancier actionne le piston d'une pompe qui exhaure l’eau d'un puisard. L’eau retenue dans le réservoir était évacuée, et le processus se répétait. Cette « machine à foyer » n’était pas très efficace, et ne pouvait fonctionner qu’en dessous d’une faible profondeur.
Sur les premières machines le cylindre était un prisme à section carrée. La machine à vapeur servait à pomper l'eau dans les mines de charbon.

## La «machine à balancier», dite «Moteur atmosphérique»

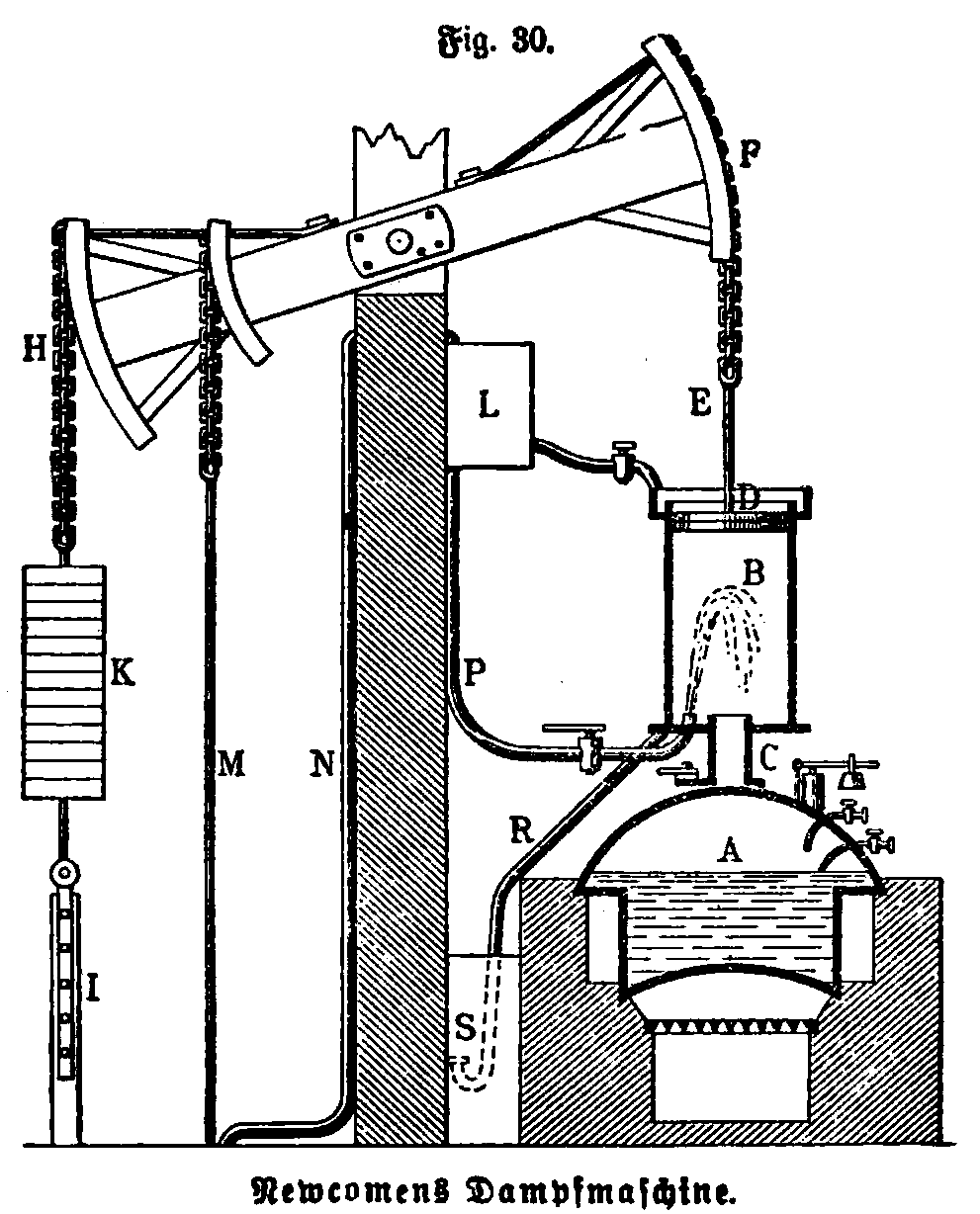
Machine à vapeur de Newcomen, dans l'encyclopédie Meyers de 1890.

Newcomen conçut une machine à balancier, constituée d’une grande poutre de bois se balançant autour d’un pivot central. D'un côté de ce balancier partait une chaîne reliée à une pompe en fond de mine, et de l'autre côté, une chaîne était reliée à la tige d’un piston pouvant se déplacer à l'intérieur d'un cylindre vertical ouvert à son extrémité supérieure. L'étanchéité était assurée par un joint primitif constitué d’une corde de chanvre enroulée autour du piston, dont la circonférence était biseautée. Cette corde, gonflée par l'humidité, était pressée au moyen de poids métalliques.
De la vapeur à basse pression, produite dans le ballon d'une chaudière, était admise dans le cylindre. Un vide était alors créé par une aspersion d’eau condensant la vapeur, et la pression atmosphérique qui s'exerçait sur la face supérieure du piston le faisait descendre. Ce mouvement actionnait les parties mobiles de la pompe, qui revenaient ensuite à leur position initiale par leur propre poids. La vapeur était alors à nouveau admise sous le piston, chassant les condensats par un tuyau de purge, et renouvelant le processus.

## Description du fonctionnement
La vapeur est produite en A et passe dans le cylindre B par le tuyau C. Dans ce cylindre la vapeur pousse le piston D vers le haut, comme dans la machine de Papin, aidé par le contrepoids K. La liaison entre le piston D et la poutre F (dont les extrémités sont terminées par des arcs de cercle) est assurée par la tige fixe E et une chaîne.
Le contrepoids K est attaché via la chaîne H à l’autre bout de la poutre. La tige de la pompe est fixée à la base du contrepoids. Cette tige est poussée vers le haut et vers le bas par le mouvement correspondant du contrepoids. Quand l'admission de vapeur via le tuyau C est arrêtée par la vanne d’arrêt le contenu du cylindre est confiné. L’eau venant du réservoir L est injectée dans le cylindre via le tuyau P. Cette eau injectée dans le cylindre accélère la condensation de la vapeur dans le cylindre ce qui crée un vide (relatif). Le piston est dès lors repoussé vers le bas par la pression de l’air externe (ambiant), le piston entraine aussi la poutre F. Ce mouvement soulève le contrepoids K et aussi la tige I de la pompe vers le haut (c'est à ce moment que se produit le pompage de l'eau depuis le fond du puits, la tige travaille en traction).
Le tuyau R évacue l’eau condensée, la partie immergée de ce tuyau, (qui a la forme d’un U) est représentée par la lettre S. et fermant le circuit du cylindre fermement. M est la liaison d’une petite pompe auxiliaire qui remplit le réservoir L au travers du tuyau N. Dans la version d’origine les vannes d’arrêts étaient actionnées manuellement.
Soupape « reniflante » : Newcomen constate qu'après plusieurs cycles, la machine s'arrête. Cela vient de l'air dissous dans l'eau (de la chaudière et du jet de condensation) qui s'accumule dans le cylindre avec le temps. Une soupape est ajoutée en bas du cylindre pour évacuer cet air. Cette soupape est chargée avec du plomb pour qu'elle ne s'ouvre que quand la pression est maximale. Quand le piston est en bas et que le cylindre est mis en communication avec la chaudière, la soupape « reniflante » s'ouvre et laisse échapper l'air et un peu de vapeur. Elle se referme quand le piston, en remontant, découvre le cylindre froid, ce qui fait baisser légèrement la pression dans le cylindre. Son nom vient du bruit qu'elle produit.

## Succès et perfectionnements

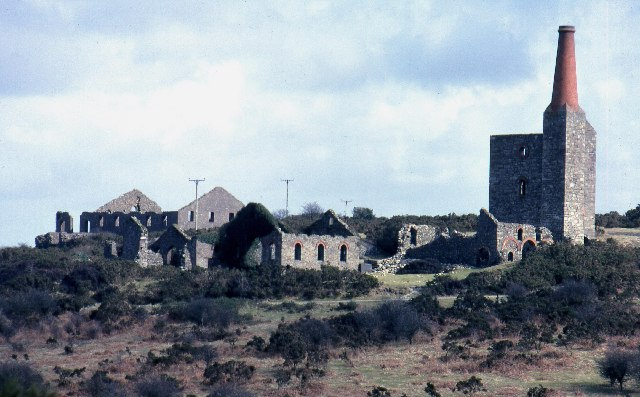
Phoenix United copper: Bâtiments de mines de cuivre désaffectés près de Minions (Cornouailles). Engine house à droite.

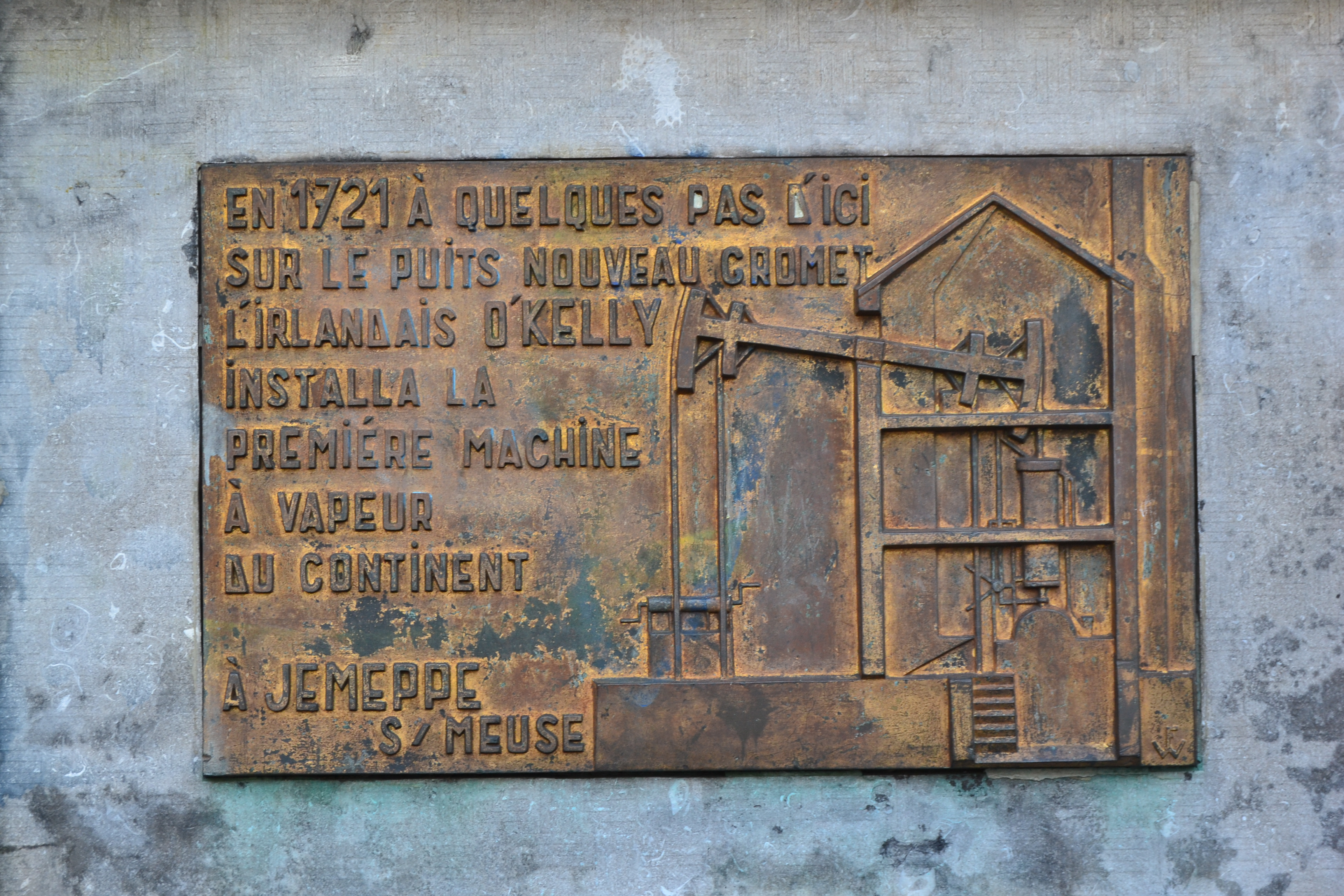
Plaque commémorative du monument O'Kelly de la première machine à vapeur Newcomen installée sur le continent à Jemeppe-sur-Meuse en 1721.

Au début, les vannes d’admission de vapeur et de l’eau d’aspersion étaient manœuvrées manuellement. Il est rapporté qu’en 1713 un garçon nommé Humphrey Potter, chargé d’ouvrir et fermer les vannes de la machine, la fit fonctionner sans assistance en plaçant convenablement des cordes et des butées afin d’ouvrir et fermer les vannes. Ce dispositif fut simplifié en 1718 par Henry Beighton, qui suspendit au balancier une barre agissant sur des tiges qui actionnaient les vannes.
Newcomen fabriqua en 1711 une machine commercialisable, dont la puissance équivalait celle de six chevaux vapeur, soit environ 4 500 watts. En 1712, Newcomen et John Calley construisirent leur première machine près d’un puits de mine inondé, et le pompèrent pendant des heures afin de démontrer sa puissance. Elle fut ensuite utilisée la même année par Conygree Coalworks près de Dudley dans les West Midlands, et une réplique fonctionnelle de cette machine peut être vue dans un musée voisin, le Black Country Living Museum. Bientôt, les commandes affluèrent de mines en terrain humide de toute l'Angleterre. Newcomen partagea son brevet avec Savery, en raison de l'usage de son système d'aspersion. La machine de Newcomen fut largement utilisée à l’exhaure des mines du sud-ouest de l’Angleterre, en particulier dans les mines d’étain de Cornouailles.
À sa mort, Newcomen avait installé plus d'une centaine de ses machines, au sud-ouest de l’Angleterre, dans les Midlands, au nord du Pays de Galles et en Cumbria. Les machines de Newcomen et leurs engine house, hautes de plus de 10 mètres surmontées par une cheminée se multiplient et dominent littéralement le paysage des bassins industriels pour en devenir un élément caractéristique.
La première machine du continent fut installée en 1721 par l'Irlandais John O'Kelly dans une houillère de Jemeppe-sur-Meuse en Belgique.
En 1725, ces machines étaient couramment en usage dans les houillères, où elles furent exploitées sans grand changement pendant trois-quarts de siècle. John Smeaton, qui construisit de nombreuses machines de ce type vers 1770, l'améliora par de nombreux détails techniques.